# Lakeshore, Ontario
Lakeshore är en kommun (municipality) i Kanada.   Den ligger i provinsen Ontario, i den sydöstra delen av landet, 700 km sydväst om huvudstaden Ottawa. Lakeshore ligger 182 meter över havet och antalet invånare är 34 546.